# Knatten och Lillebror
Knatten och Lillebror (originaltitel: Knerten) är en norsk barnfilm från 2009 i regi av Åsleik Engmark. Manuset, som är skrivet av Birgitte Bratseth bygger på en barnbok skriven av Anne-Cath. Vestly.
Filmen fick en uppföljare med Knatten och Karolina som kom 2011.

## Handling
Filmen handlar om den unga pojken Lillebror som nyss har flyttat och inte har några vänner. Men sedan träffar han träkvisten Knatten – han blir bästa vän med.

## Rollista
- Adrian Grønnevik Smith – Lillebror
- Åsleik Engmark – röst till Knatten
- Jan Gunnar Røise – Far
- Pernille Sørensen – Mor
- Petrus A. Christensen – Philip
- Amalie Blankholm Heggemsnes – Vesla
- Per Schaanning – Eilertsen
- Kjersti Fjeldstad – Tant Runtomkring
- Per Jansen – Snackaren
- Lisa Loven Kongsli – Filmstjärnan Vivian Løkkeberg
- John Brungot – Busschauffören
- Jan-Paul Brekke – Flyttgubbe
- Magnus Devold – Flyttgubbe
- Amalie Sveen Ulven – Marie
- Ole Johan Skjelbred-Knutsen – Veslas far
- Matilde Madshus
- Niklas Hovland